# Ambohimanambola (Vakinankaratra)
Ambohimanambola is een plaats en commune in het centrum van Madagaskar, behorend tot het district Betafo, dat gelegen is in de regio Vakinankaratra. Tijdens een volkstelling in 2001 telde de plaats 21.339 inwoners.
De plaats biedt naast lager onderwijs ook middelbaar onderwijs aan. 70 % van de bevolking werkt als landbouwer en 30 % houdt zich bezig met veeteelt. De belangrijkste landbouwproducten zijn rijst en bonen; andere belangrijke producten zijn mais, maniok en bambara grondnoot.